# Vackerslät (naturreservat)
Vackerslät är ett naturreservat i Nybro kommun i Kalmar län.
Området är naturskyddat sedan 1998 och är 68 hektar stort. Reservatet ligger söder om sjön Allgunnen och just norr om byn Vackerslät och består av granskog, tallskog, blandskog samt av våtmarker i form av skogbevuxna kärr, tallmossar och sumpskogar.